# دوري كرة القدم الأمريكية 1950–51
دوري كرة القدم الأمريكية 1950–51 هو موسم من دوري كرة القدم الأمريكية ‏. فاز فيه Philadelphia Nationals ‏.